# Клаудија Блајздел Карингтон
Клаудија Блајздел је измишљени лик из АБЦ-ове сапунице ударног термина Династија, а створили су је Ричард и Естер Шапиро. Лик је тумачила Памела Белвуд од прве епизоде серије 1981. године „Нафта (1. део)”, а Клаудија је у почетку била отуђена и проблематична супруга геолога „Денвер-Карингтона” Метјуа Блајздела (Бо Хопкинс). Касније се упетљала у тајне које окружују породицу Карингтон и била је удата за Стивена Карингтона (Џек Колман), а касније и његовог брата Адама (Гордон Томсон). Белвудова је напустила Династију на крају шесте сезоне 1986. године.
Клаудију у римејку серије из 2017. године тумачи Брајана Браун.

## Изворна серија

### Појављивање
Памела Белвуд је кренула да игра Клаудију у првој епизоди серије Династија „Нафта (1. део)” 12. јануара 1981. године. Лик је исписан из серије 20. октобра 1982. године у епизоди „Свадба” треће сезоне, али се поново појавила 30. марта 1983. године у епизоди „Вечера” касније те сезоне. Белвудова се вратила у главну поставу 19. октобра 1983. године у епизоди „Порука” четврте сезоне и остала је до краја шесте сезоне.
Да не би убацивали трудноћу Белвудове током сезоне 1985−86 у причу о лику, њена појављивања су снимана тако да се прикрије трудноћа. Касније је њен лик био одсутан од 19. до 22. епизоде док се она порађала. На крају сезоне су продуценти ипак одлучили да убију Клаудију. Клаудија се последњи пут појавила у последњој епизоди шесте сезоне „Избор (илити) освета” 21. маја 1986. године.

### Прича

#### 1. сезона
Када је Династија почела у јануару 1981. године, Метју Блајздел се вратио у Денвер са дугогодишњег рада када је открио да му је супруга Клаудија пуштена из болнице у којој је живела од слома 1979. године. Метју и њихова ћерка Линдзи су пронашли Клаудију док је покушавала да окрене нови лист, живећи сама и радећи у једном ресторану. Иако се борио са својим осећањима према Кристал Џенингс − у коју се заљубио док је Клаудија била у болници, а која је сад верена за његовог шефа Блејка Карингтона − Метју је позвао Клаудију да се врати кући како би обновили свој брак.
Крхка Клаудија је очајнички покушавала да се поново повеже са Линдзи коју је повредио и узнемирио Клаудијин слом. Већ напету, Метјуову и Клаудијину везу је додатно затегло то што је она схватила да се њему и даље свиђа Кристал. Клаудију је привукао Блејков син Стивен који се борио са својим полним опредељењем. Линдзи се сломила кад је чула Клаудију како је оптужила Метјуа да се оженио само зато што је она била трудна. Метју је напустио Блејково друштво како би водио своју бушотину, а убрзо се њихово противништво око Кристал претворило у противништво око нафте. У међувремену се Клаудијино пријатељство са Стивеном претворило у прељубу.
Касније је Клаудија позвана као сведок одбране на суђењу Блејку за убиство Стивеновог дечка Теда Динарда. Блејков заступник је говорио да је Стивенова веза са Клаудијом доказала да је Тед имао лош утицај на његовог сина. Како јој се тајна открила, Клаудија је знала да јој је брак готов па је кренула да бежи са Линдзи, али је имала удес у последњој епизоди прве сезоне „Исказ”.

#### 2. сезона
Када се Клаудија пробудила у болници на почетку друге сезоне у епизоди „Долази Алексис”, сазнала је да је Метју одвео Линдзи и напустио земљу. Покушала је да се убије таблетама за спавање, али ју је спасао Блејков друг др. Ник Тоскани. Како се осећао одговорно за њене невоље, Блејк је послао Ника да је обилази. Клаудија је убрзо прихватила Блејков позив да се пресели у вилу и почела је да разговара са Ником. Стивен је запросио Клаудију, али је она одбила и признала да још воли Метјуа.
Како је почела 1982. година, Клаудији је било боље па је напустила вилу Карингтонових, прешла у свој стан и запослила се у Блековом друштву "Денвер-Карингтон". У епизоди „Назнака Јага”, Сесил Колби је понудио да помогне Клаудији да пронађе Линдзи ако буде шпијунирала Блејка, а она је невољно пристала. Када је он тражио податак којем она није имала приступ, Сесил јој је предложио да спава са његовим братанцем Џефом како би узела отисак кључа. Клаудија је тако и урадила у епизоди „Дете”, али ју је обузела грижа савести. Џеф је открио њену дволичност, али је за то кривио Сесила. У епизоди „Пиштољ”, Клаудија је пресрела тееграф у коме се каже да је Метјуов џип пронађен у Јужној Америци "без трагова живота". Пошто је схватила да је Сесил већ знао да су Метју и Линдзи мртви, она је смислила да га убије, али ју је прекинула Кристал која је покушала да јој узме пиштољ при чему је Клаудија рањена.
Пошто је Клаудија била на операцији, милиција је сумњала у Кристалину варијанту приче. Клаудија је преживела, али јој је памћење постало мутно. Почела је да је опседа Кристалина прељуба са Метјуом. Некако несклона према Кристал, Клаудија је почела да се опоравља у епизоди „Две принцезе” и спрема за Еквадор, али Блејк је на крају примио слово да су Метјуово и Линдзино тело пронађени. Како је истина изашла на видело, Клаудија се сетила за читање првог телеграфа и Кристалине невиности у пуцњави. Касније је чула како теко рођени син Џефа Колбија и Блејкове ћерке Фалон плаче. Затим је узела дете и назвала га "Линдзи". Дете је отето на крају друге сезоне у епизоди „Литица”, а нико изгледа није приметио да Клаудија није била сва своја када је пријавила да је видела "непознатог мушкарца са тамном брадом" на имању у време када је дете нестало.

#### 3. сезона
Клаудија је нестала из виле у епизоди „Кров” треће сезоне чиме је постала главна осумњичена за отмицу. Она је изнајмила стан у ком је чувала дете које је звала "Линдзи", али ју је председница кућног савета убрзо препознала са вести па је милиција дошла. Сатерана у ћошак на крову, збуњена и неуравнотежена Клаудија није хтела да да дете Карингтоновима за које је мислила да је њена ћерка. Како ју је један службеник уплашио, Клаудија се саплела, а дете јој је испало и одлетело преко ограде − али се испоставило да је то лутка.
20. октобра 1982. године у епизоди „Свадба”, Џефов и Фалонин син је спашен од правих отмичара, а Клаудија се вратила у болницу. Стивен ју је касније посетио 30. марта 1983. године у епизоди „Вечера”.

#### 4. сезона
Када се опоравила, Клаудија је пуштена из болнице 19. октобра 1983. године у епизоди „Порука” па су она и Стивен водили љубав. Стивен се судио са својим оцем Блејком око старатељства над својим и сином Семи Џо Денијем. Клаудија је смислила план како да обезбеди Стивену победу. Она и Стивен су се венчали у епизоди „Нежни другови” па су награђени победом.
Клаудија је почела да прима цвеће и поклоне наизглед од Метјуа. Онда су она и Стивен отишли у Јужну Америку и погледали место несреће и видели олупину Метјуових и Линдзиних кола како би се Клаудија уверила да су изистински мртви. Ипак, кад се вратила кући, Клаудију је звао Метју. Када се једном Кристал јавила на телефон, она је схватила да је то снимак. Клаудија се онда сетила да јој је Метју слао снимке док је била у болници и да их је Метјуова мајка продала неком непознатом човеку. Блејк је касније открио да је купац Морган Хес, лични истражитељ повезан са његовом бившом супругом (и Стивеновом мајком) Алексис. Хес је у ствари радио за Семи Џо која је одлучила да се бори за старатељство над Денијем.

#### 5. сезона
Клаудијин и Стивенов брак се довео у питање када је она посумњала да је он вара са сарадником Луком Фулером. Док се Стивен борио са својом привлачношћу према Луку, Клаудија је била у краткој вези са Дином Калдвелом. Клаудија је признала прељубу па су се раздвојили. Клаудија је хтела да се помири са Стивеном, али је стално налетала на њега и Лука заједно. Клаудија се обратила Адаму за подршку па је и са њим имала прељубу. Клаудија се развела од Стивена па удала за Адама. Блејк је кривио Клаудију што је "поново претворила Стивена у педара" па је наредио Адаму да оконча брак са њом. Адам је пристао, али је тајно рекао Клаудији да их ништа неће раздвојити. Аманда Карингтон је позвала Аманду на своју свадбу са крањевићем Мајклом и она је дошла упркос сукобима са Блејком и Стивеном. Када су побуњеници упали на свадбу и осули ватру, Лук је ѕаштитио Клаудију и гурнуо је н земљу.

#### 6. сезона
Клаудија је преживела пуч (али Лук није) па се вратила у Денвер где су се она и Адам венчали. Поружно је било то што је Лукова смрт успела да поправи оштећен однос ње и Стивена па су постали пријатељи. У епизоди „Просидба”, Клаудија је обавештена о смрти Метјуовог бившег ортака Волтера Ланкершима па је наследила његову нафтну бушотину "Ланнкершим-Блајздел 1" (из прве сезоне). На жалост, Блејк је њу преузео одавно и глатко је одбио да јој је да. Како је сањала о новчаној независности, бесна Клаудија је уценила Адама да искористи своје пуномоћје које има над Блејком да јој пребаци нафтну бушотину. Кад се испоставило да је бушотина исушена и безвредна, Клаудија је пукла.
21. маја 1986. године у последњој епизоди шесте сезоне „Избор (илити) освета”, Клаудија је открила Адамову дволичност због Блејка и преселила се у "Ла Мираж". Док је била опседнута Карингтоновима јер су је лагали и издали, она је случајно запалила собу. Пламен је захватио цео хотел и довео у опасност животе неколико Карингтонових.

#### 7. сезона
Сломљени Адам је рекао Блејку на почетку седме сезоне у епизоди „Победа” да је Клаудија погинула. Тело изгорело до непрепознатљивости је пронађено кад је пожар угашен, а на њему је био Клаудијин прстен, а Блејк је убрзо ухапшен и оптужен за подметање пожара. У епизоди „Оптужница”, Блејкова сестричина Џеки Деверо која је била опечена у пожару се сетила да је видела Клаудију и иза ње пламен и тиме доказала да је пожар почео у њеној соби, а оптужбе против Блејка су одбачене.

## Римејк
Пробна епизода римејка Династије за телевизију ЦВ је најављена у септембру 2016. године, а Брајана Браун је одабрана да глуми Клаудију у марту 2017. године. Прва сезона серије је наручена у мају 2017. године, а Браунова је требало да игра епизодну улогу. Нова серија је почела 11. октобра 2017. године.

### Развој
Извршна продуценткиња Сали Патрик је рекла о римејку серије:
Једна велика одлука коју смо морали да донесемо кад смо почели рад на римејку Династије је шта ћемо са Метјуом Блајзделом... Метју је био Кристалин љубавник на прекиде па иако смо волели део Кристалине прошлости и Метјуову луду жену Клаудију, он није имао толико приче у изворној серији сем пословне, а Шапирови су нас охрабрили да више гледамо на породичну него на пословну причу. Па кад сам гледала пробну епизоду изворне Династије, била је та несрећа са нафтном бушотином коју је Блејк наместио како би могао да је наплати и откупи од пословне конкуренције. То схватање је навело Волтера Ланкершима (код нас Вилија) да упадне на Карингтонову свадбу са пиштољем. Код нас је направљен драматични (и сапунски) смисао да Метју буде повређен у несрећи, а његова жена Клаудија је дошла на врата Карингтоновима како би пренела Кристал да јој је њен супруг можда убио бившег љубавника. А та оптужбе−и загонетка која ју је окруживала−нас је покренуло у серију.
Загонетка је решена у седмој епизоди „Пробај сопствени лек” када је Клаудија послата у болницу. Дилија Харинготн из часописа Јама штребера је назвала причу „најчистијим начином да се реши Метјуово убиство, али и малкице злоупотреба некога ко је могао да изазове и веће тешкоће Карингтоновима.” Патрикова је рекла:
Мало је није било, али лик са дететом који је у болници ће се сигурно вратити. Клаудија је један од мојих омиљених ликова из изворне серије па ми је имало смисла да направимо овакву причу. Још неколико важних ликова смо увели, а међу њима је и Алексис, па ћемо видети Клаудију поново кад се буде вратила кад се Алексис буде уклопила.

### Прича

#### 1. сезона
У почетној епизоди „Једва те познадох”, Клаудија је удата за Метјуа Блајздела и опоравља се од саобраћајне несреће у којој је повредила главу због чега је изгубила памћење. Метјуова прељуба са Кристал је прошлост, али Кристалина веридба са Блејком Карингтоном га је натерала да да отказ у "Денвер-Атлантику". Током последњег посла од Блејка, Метју је остао повређен у праску па је касније умро. Погођена Метјуовом смрћу, Клаудија је оптужила Блејка да га је убио. У епизоди „Певај”, за прасак се испоставило да је изазван минирањем. Метјуов друг Вили Сантијаго се поверио Кристал да је пре смрти Метју одбио Блејкову понуду за посао у Кини. Блејк и Кристал су посетили Клаудију и написали јој позамашну признаницу како би јој мало олакшали стање и понудили да плате сахрану. У епизоди „Лично к'о циркус”, Клаудија је видела снимак општења Кристал и Метјуа који је изашао на интернету, а Карингтонове је ослободио кривице за Метјуову смрт Вили у самоубилачкој поруци.
Кад ју је Клаудија напала у јавности у епизоди „Курва из друштва”, Кристал се извинила раздраженој Клаудији, али ју је она појурила па је случајно налетела на Блејкова кола. Клаудија је трудна па је Кристал навалила да остане у вили док се не опорави у епизоди „Ја постојим само због себе”. Клаудија се зближила са Кристалиним сестрићем Семом Џоунсом који ју је охрабрио да искористи луксуз виле. Клаудијино неразумно понашање је убедило Блејка и Кристал да она мора да иде, али су Сем и Кристал открили да пије погрешне лекове. У епизоди „Пробај сопствени лек” је откривено да се Клаудија правила да има тешкоћа са памћењем. Имала је саобраћајну несрећу кад јој је Метју рекао да ће да је остави због Кристал, али се правила да су назнаке дугорочне. Држећи Карингтонове на нишану, она је признала да је изазвала прасак у ком је Метју погинуо иако није хтела да га убије. Клаудија је желела да Кристал гледа како убија Блејка, али је остатак породице успео да је обузда. Уз помоћ начелника полиције Арона Стенсфилда, Блејк је послао Клаудију у болницу, а не у затвор.
Блејкова ћерка Фалон је посетила Клаудију кад је тражила штетне податке о свом оцу у епизоди „Ђубре мало” и обећала јој је да ће је извући ако јој да податке које је Метју водио. Клаудију је касније посетио Метју који је преживео и хтео да се освети Карингтоновима. У епизоди „Мртвац долази”, Метју је помогао Клаудији да оде из болнице па су се ушуњали у вилу. Клаудија је пукла и потегла на Кристал пиштољ. Метју се испречио између њих кад је пуцала, али је био плод њене маште па је Кристал погођена. Клаудија је побегла са Алексисиним љубавником Хенком Саливеном који се представљао као Блејк и Алексисиним давно изгубљеним првенцем Адамом.

#### 2. сезона
Клаудија се поново појавила у епизоди „Краљица шоља” када је родила сина коме је дала име Метју. Кривила је Хенка због његовог омањивања да извуче новац од Карингтонових и одлучила је да то уради "на свој начин". У епизоди „Та вештица”, Хенк је искључио Клаудију из Алексисине отплате. Кад је схватио да Клаудија није при себи, он је узео бебу Метјуа и отишао Алексис на врата. У епизоди „Привремено упољавање”, Алексис је оставила Метјуа да га Сем нађе и он му је дао име мали Блејк. Сем је видео трудну Клаудију на слици са свадбе у епизоди „Прави нагони из прашуме”, а Алсксис је повезала да је она мајка малог Блејка. Сем је сазнао да је Клаудија побегла из болнице и запитао се да ли је она убила његову тетку Кристал и подметнула пожар. Клаудија се разбеснела због нестанка детета, а мали Блејк је нестао из своје собе. У епизоди „Лудача”, Клаудија се сакрила у једном хотелу са бебом Метјуом, али је телевизијско обраћање Блејка и Алексис довело органе реда до ње. Хистерична Клаудија је однела дете на кров, а Блејк, Фалон, Кристал и Сем су покушали да је врате са ивице. Клаудија је признала да је убила Блејкову покојну супругу Кристал па се саплела приликом чега јој је дете испало преко крова. Била је то лутка, а Кирби Андерс је открила да је дадиља Мануел у ствари отео новорођенче. Кад је мали Блејк/Метју пронађен, Клаудија је ухапшена, а Сем је одлучио да би дете требало да одгајају његови баба и деда, Блајзделови.

## Напомена
1. ↑  Син Памеле Белвуд, Кери Вилер, рођен је 5. децембра 1985. године.